# Nymphargus spilotus
Nymphargus spilotus es una especie de anfibio anuro de la familia Centrolenidae.

## Distribución geográfica
Esta especie es endémica del departamento de Caldas en Colombia. Habita en Samaná entre los 1850 y 1940 m sobre el nivel del mar en la ladera este de la Cordillera Central.

## Descripción
Los machos miden de 25,3 a 26,4 mm y las hembras de 27,6 a 28,5 mm.

## Publicación original
- Ruiz-Carranza & Lynch, 1997 : Ranas Centrolenidae de Colombia X. Los centrolénidos de un perfil del flanco oriental de la Cordillera Central en el Departamento de Caldas. Revista de la Academia Colombiana de Ciencias Exactas, Físicas y Naturales, vol. 21, n.º 81, p. 541-553[5]